# Varmonzey
Varmonzey é uma comuna francesa na região administrativa do Grande Leste, no departamento de Vosges. Estende-se por uma área de 2.57 km². Em 2010 a comuna tinha 26 habitantes (densidade: 10,1 hab./km²).